# Stefan Perner
Stefan Perner (* 12. August 1980 in Wien) ist ein österreichischer Jurist, Universitätsprofessor und Verfassungsrichter. Perner ist Professor für Bürgerliches Recht und Unternehmensrecht am Institut für Zivil- und Zivilverfahrensrecht der Wirtschaftsuniversität Wien. Er ist seit dem 10. Juni 2025 Mitglied des Verfassungsgerichtshofes.

## Ausbildung
Stefan Perner absolvierte das Studium der Rechtswissenschaften an der Rechtswissenschaftlichen Fakultät der Universität Wien von Oktober 1999 bis Mai 2002 und erreichte dort zunächst die Sponsion zum Magister der Rechtswissenschaften (Mag. iur.). Anschließend daran begann er das Doktoratsstudium der Rechtswissenschaften, welches er im Jänner 2004 mit der Promotion zum Doktor der Rechtswissenschaften (Dr. iur.) abschloss. Der Titel seiner Dissertation lautete dabei „Gemeinschaftliche Forderungen. Eine Analyse der in § 890 Satz 2 ABGB vertypten Gläubigermehrheit“.

## Beruflicher Werdegang
Während seines Doktoratsstudiums wurde Stefan Perner zunächst von 2002 bis 2009 als Universitätsassistent am Institut für Zivilrecht der Universität Wien beschäftigt. Im Oktober 2009 wurde er zum Tenure-Track-Professor am Institut für Zivilrecht ernannt, 2011 erfolgte die Assoziierung als Professor für Zivilrecht an selbigem Institut.
Nach Forschungsaufenthalten in Hamburg am Max-Planck-Institut für ausländisches und internationales Privatrecht im Jahr 2008 und der University of Cambridge im Jahr 2011, erfolgte schließlich im Jänner 2012 seine Habilitation für die Fächer Bürgerliches Recht, Europarecht und Versicherungsvertragsrecht mit der Habilitationsschrift „Grundfreiheiten, Grundrechte-Charta und Privatrecht“ an der Universität Wien. Er erhielt dafür 2013 den Kardinal-Innitzer-Förderungspreis für Rechts- und Staatswissenschaften.
Im April 2013 folgte Stefan Perner einem Ruf als Universitätsprofessor für Privatrecht an das Institut für Rechtswissenschaften der Universität Klagenfurt, wo er nach wie vor als Mitglied des Universitätsrates tätig ist. Anschließend wechselte Perner im August 2015 an das Institut für Zivilrecht der Universität Linz, wo er die Abteilung für Finanzmarktrecht leitete.
Im September 2018 erfolgte schließlich seine Ernennung zum Universitätsprofessor für Zivil- und Unternehmensrecht am Institut für Zivil- und Zivilverfahrensrecht der Wirtschaftsuniversität Wien, dessen Vorstand er von Jänner 2020 bis Dezember 2023 war. Seit Jänner 2024 steht er dem Department für Privatrecht an der Wirtschaftsuniversität Wien vor. Besonders bekannt ist das von Perner als Mitherausgeber und -autor gemeinsam mit Martin Spitzer und Georg Kodek verantwortete Lehrbuch zum Bürgerlichen Recht, das seit 2007 erscheint. Gemeinsam mit Attila Fenyves und Andreas Riedler ist er seit 2021 Mitherausgeber eines Kommentars zum österreichischen Versicherungsvertragsgesetz. Seit Jänner 2023 übernimmt Perner gemeinsam mit Martin Spitzer auch die Chefredaktion der Österreichischen Jurist:innen-Zeitung. Außerdem ist er Mitglied des Protestkomitees der Österreichischen Fußball-Bundesliga.
Am 4. Juni 2025 wurde Perner als neues Mitglied des Verfassungsgerichtshofes von der Bundesregierung dem Bundespräsidenten zur Ernennung vorgeschlagen und am 10. Juni 2025 angelobt.